# Тередові
Тередові, або молюски-деревоточці (лат. Teredinidae) — родина морських молюсків, які живляться деревиною, прогризаючи у ній ходи. Найбільш поширений вид — Teredo navalis. У добу дерев'яних кораблів молюски-деревоточці були серйозною проблемою для мореплавства.

## Місця мешкання
Молюсків-деревоточців також називають «корабельними червами», але насправді вони є не червами, а двостулковими молюсками, які майже втратили мушлю. Свою назву вони отримали за зовнішній вигляд і за спосіб життя (пророблювання ходів). Вони дуже поширені і зустрічаються у морях обох півкуль, за винятком полярних. Звичайні місця мешкання — кореневища морських трав, колоддя та гілля, які потрапили у море, а у тропіках також — кокосові горіхи та мангрові дерева (у стовбурах мангрів живуть молюски-деревоточці до 1 м завдовжки). З початком судноплавства деревоточці селяться й у дерев'яних конструкціях: корпусах дерев'яних суден (за що й були названі «корабельними»), палях причалів, мостів тощо. У Чорному морі зустрічаються три види: Teredo navalis, Teredo utriculus та Teredo pedicellata.

## Класифікація
На теперішній час відомо близько 70 видів морських молюсків-деревоточців родини Teredinidae, ряду Myoida, класу двостулкових (колись їх відносили до ряду Eulamellibranchiata — класифікація, що вважається нині застарілою). Наразі у родині виділяють 16 родів, перелічених нижче:
- Bactronophorus Tapparone-Canefri, 1877
- Bankia Gray, 1842
- Dicyathifer Iredale, 1932
- Kuphus Guettard, 1770
- Lithoredo Shipway, Distel & Rosenberg, 2019
- Lyrodus Gould, 1870
- Nausitora Wright, 1864
- Neoteredo Bartsch, 1920
- Nototeredo Bartsch, 1923
- Psiloteredo Bartsch, 1922
- Spathoteredo Moll, 1928
- Teredo Linnaeus, 1758
- Teredora Bartsch, 1921
- Teredothyra Bartsch, 1921
- Uperotus Guettard, 1770
- Zachsia Bulatoff & Rjabtschikoff, 1933

Найбільш поширеними є види роду Teredo: Teredo navalis, Teredo megotara.

## Будова

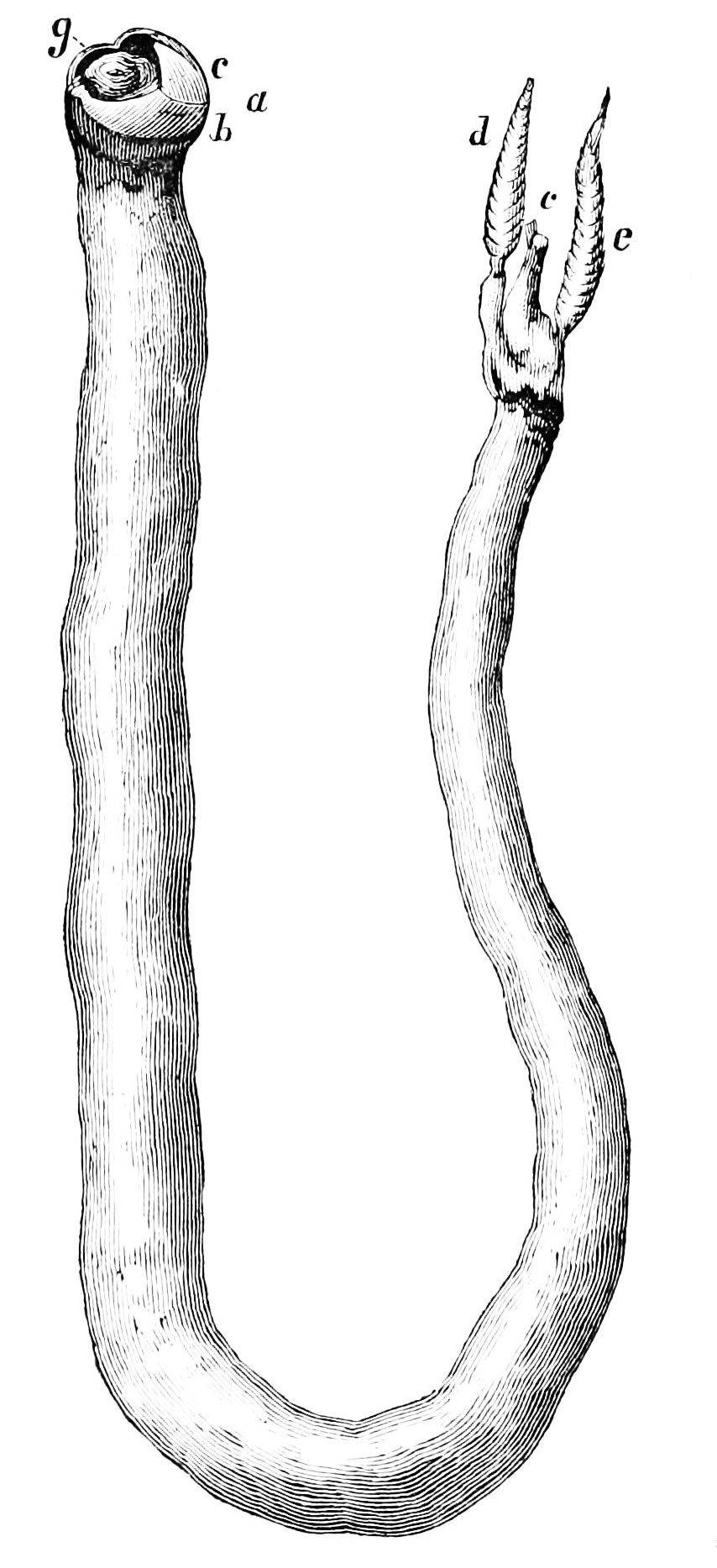
Малюнок Teredo navalis з американського журналу «Popular Science Monthly». Видно мушлю на передньому кінці і сифони на задньому

Молюски-деревоточці мають довге голе тіло (довжина тередо сягає до 60 см), за яке вони й отримали свою назву. На передньому кінці тіла знаходиться рудиментарна мушля, яка складається з двох половинок. У дорослих особин мушля займає лише 1/30 — 1/40 частину загальної довжини молюска. Передня її частина виступає вперед у вигляді вушка з горизонтальними гребенями. Середня частина покрита міцними гребенями з грубішими зубцями. Гребені середньої частини розташовані під прямим кутом до гребенів передньої. Задня частина мушлі гладка. Між її половинками попереду виходить невеличка округла нога, а позаду — подовжене округле тіло. Мушля з гострими зубцями слугує знаряддям для свердління деревини.
На задньому кінці тіла розташована пара довгих тонких сифонів, за допомогою яких молюск дихає і живиться планктоном. Сифони можуть сильно витягуватися: тоді їхні кінці висовуються з нірки. Окрім сифонів, задній кінець тіла має також пару вапнистих платівок (так званих «палет»), які слугують для закорковування вхідного отвору нірки у разі небезпеки.

## Живлення

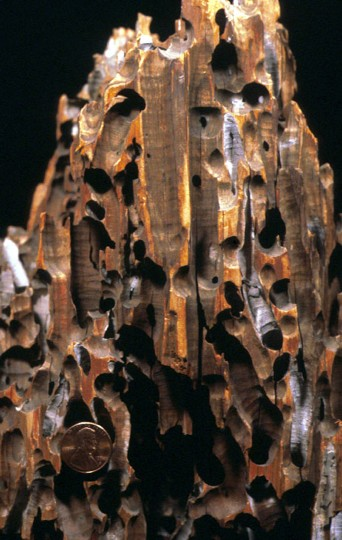
Ходи молюска-деревоточця в деревині. Діаметр монети — 19 мм (ліворуч внизу).

Молюски-деревоточці живляться деревиною, яку зішкрябують при свердлінні та заковтують ротовим отвором. Але подібно до всіх двостулкових молюсків, вони харчуються також морським планктоном, фільтруючи воду через сифони.
Зсуваючи і розсуваючи стулки мушлі, молюск тре її гребенями по деревині і проточує хід, як свердло. Шматочки деревини потрапляють через рот до шлунка. Шлунок тередо має мішкоподібний виріст, наповнений деревною тирсою, та дегеєву залозу (названа на честь французького зоолога Ж. П. Дегея). Травна система молюсків-деревоточців сама по собі не пристосована до перетравлювання деревної целюлози; засвоєння її відбувається за допомогою бактерій виду Teredinibacter turnerae, які живуть у дегеєвій залозі. Вони поглинають целюлозу і за допомогою спеціального ферменту перетворюють її на глюкозу.

## Розмноження
Представники родини тередових є гермафродитами, але кожна особина, переходячи до розмноження, спочатку продукує сперматозоїди, а потім яйця (їх тередо, який наразі є самицею, три-чотири рази на рік виробляє 1-4 мільйони), щоб уникнути самозапліднення. Також можливий партеногенез (розвиток яйця без запліднення). Запліднені яйця спочатку розвиваються усередині зябрової порожнини молюска: через 20-30 годин з них виходять личинки (трохофори), які через 36—48 годин перетворюються на плаваючих личинок-велігерів. Через три тижні велігери, схожі на звичайних двостулкових молюсків, виходять назовні у воду, де можуть 2—2,5 тижні вільно плавати за допомогою «вітрила», поповнюючи собою зоопланктон. Відшукавши шматок дерева, велігер осідає на нього, прикріплюючись до його поверхні за допомогою бісусу. Тоді він ще подібний на двостулкового молюска: мушля закриває все тіло, вперед висовується довга нога, позаду стирчать короткі сифони. Осівши на деревині та прикріпившись до неї, личинка починає шкрябати його гострими краями мушлі. Нашкрябавши купку тирси, вона покриває нею себе, як курінцем. Під його захистом личинка-велігер за кілька днів перетворюється на червоподібну істоту — маленького тередо. Спочатку він може проточувати ходи тільки уздовж волокон деревини, пізніше він здатен свердлити її у всіх напрямках.

## Молюски-деревоточці та людина
Молюски-деревоточці — небезпечні шкідники підводних конструкцій, паль мостів, причалів, підводних частин дерев'яних суден. У минулому, коли кораблі будувалися з дерева, вони були страшними ворогами моряків, іноді повністю зточуючи днища й борти. Так, у 1845 році повідомлялося, що судна у севастопольській бухті протягом 2—3 років виходять з ладу через руйнівну роботу деревоточців.
Не тільки судна страждали від молюсків-деревоточців. До початку XX століття всі приморські споруди: греблі, моли, причали робили з дерева, і тому вони часто зазнавали атак молюсків-деревоточців. У 1731 році тередо, завезений з Атлантики, знищив дерев'яну греблю у Голландії, спричинивши цим потоп. На початку XX століття тередо знищив залізничний міст в Уельсі. Нещодавно цей молюск викликав локальні затоплення внаслідок руйнування дамб на берегах Гудзону у Гобокені (Нью-Джерсі). Щороку тередо завдає шкоди на 20 мільйонів доларів в одній бухті Сан-Франциско.
Засоби боротьби з молюсками-деревоточцями різноманітні. Найдавнішим є покриття підводної частини суден мідяними листами. Вперше задокументований випадок застосовування цього методу належить до 1761 року (корабель британського флоту «Аларм»). Сучасні методи зводяться до покриття підводних конструкцій лаками та фарбами, просочуванню деревини отруйними для молюсків речовинами — креозотом, кам'яновугільним лаком, карболовою кислотою.

## Молюски-деревоточці і інженерія
На початку XIX століття французький інженер Марк Брюнель розробив перший прохідницький щит, використовуючи результати спостережень за молюсками-деревоточцями. Зацікавившись їхньою здатністю проробляти хід у дереві мушлею і водночас зміцнювати стінки ходу, він використав цей принцип у своєму винаході. За допомогою прохідницького щита Брюнеля був пройдений тунель у нестійкому ґрунті під Темзою. Темзівський тунель є першим успішним прикладом великого тунелю, збудованого під судноплавною річкою.

## Цікаві факти
- Сусідні ходи молюсків-деревоточців ніколи не перетинаються, як би густо вони не проходили у зараженій ними деревині. Можливим поясненням цього феномену може бути те, що черви якось сприймають звук свердління із сусіднього ходу і повертають вбік, щоб уникнути зіткнення із сусідом. Такі вигини ходів спричиняють дедалі більше зрешечування деревини.
- На Філіппінах, у провінціях Палаван і Аклан, один з видів молюсків-деревоточців, який там називають «тамілок» («Tamilok») вважається делікатесом. Його вживають у страві «кінілав» — різновиді севіче. Для цього сирого черва маринують в оцті або лаймовому соку, фарширують перцем чилі та цибулею. На смак страва схожа на різні продукти — від молока до устриць.
- До родини належить найдовший відомий двостулковий молюск Kuphus polythalamia.[4]